# Lemnos (unidade regional)
Lemnos (em grego: Λήμνου) é uma unidade regional da Grécia, localizada na região do Egeu Setentrional. É formada pelas ilhas de Lemnos, Agios Efstratios e algumas outras pequenas ilhas desabitadas, no Mar Egeu.

## Administração
Foi criada a partir da reforma governamental instituída pelo Plano Calícrates de 2011, através da divisão de parte da extinta prefeitura de Lesbos. É subdividida em 2 municípios; são eles (numerados conforme o mapa):
- Lemnos (1)
- Agios Efstratios (2)